# گمینا نسا
گمینا نسا (به لهستانی:  Gmina Nysa) یک گمینا در لهستان است که در شهرستان نسا واقع شده‌است. گمینا نسا ۲۱۷٫۶ کیلومتر مربع مساحت و ۵۹٬۸۶۸ نفر جمعیت دارد.